# Bothriurus chacoensis
Espèce
Bothriurus chacoensis est une espèce de scorpions de la famille des Bothriuridae.

## Distribution
Cette espèce se rencontre dans le Gran Chaco en Argentine, en Bolivie et au Paraguay.

## Description
Le mâle holotype mesure 32,71 mm et la femelle paratype 30,66 mm.

## Étymologie
Son nom d'espèce, composé de chaco et du suffixe latin -ensis, « qui vit dans, qui habite », lui a été donné en référence au lieu de sa découverte, le Gran Chaco.

## Publication originale
- Maury & Acosta, 1993 : Un nuevo Bothriurus del grupo bonariensis (Scorpiones, Bothriuridae). Boletin de la Sociedad de Biologia de Concepcion, vol. 64, p. 113-119.